# Signal / Bruit (bande dessinée)
Ne doit pas être confondu avec Rapport signal sur bruit.
Signal / Bruit (anglais : Signal to Noise) est une bande dessinée écrite par Neil Gaiman et illustrée par Dave McKean. Publiée dans le magazine de mode britannique The Face à partir de 1989, elle est recueillie en album en 1992 par VG Graphics. La traduction française est parue en 2011 aux éditions Au Diable Vauvert.
Signal / Bruit raconte l'histoire d'un réalisateur atteint d'un cancer qui, confronté à sa mort prochaine, comprend qu'il ne pourra jamais réaliser son chef-d'œuvre : un film interrogeant l'effroi qu'ont pu ressentir les hommes du Moyen-Âge le 31 décembre 999, à la veille d'un nouveau millénaire.

## Prix et récompenses
- 1993 : Prix Eisner du meilleur album